# F91 Dudelange 2010-2011
Questa voce raccoglie le informazioni riguardanti il F91 Dudelange  nelle competizioni ufficiali della stagione 2010-2011.

## Stagione
Nella stagione 2010-2011 l' F91 Dudelange ha disputato la Division Nationale, massima serie del campionato lussemburghese di calcio, laureandosi campione per la nona volta con 59 punti, frutto di 19 vittorie, 2 pareggi e 5 sconfitte. Nella Coppa del Lussemburgo venne sconfitto in finale dal FC Differdange 03 per 1-0. Grazie al secondo posto conquistato nella stagione precedente, partecipò al primo turno preliminare della UEFA Europa League 2010-2011, affrontando i danesi del Randers: dopo aver perso la gara in trasferta per 6-1, riesce a vincere il ritorno per 2-1 ma viene eliminato dalla competizione.

## Rosa
| N. |                        | Ruolo | Calciatore            |
| -- | ---------------------- | ----- | --------------------- |
| 1  | Lussemburgo (bandiera) | P     | Jonathan Joubert      |
| 2  | Lussemburgo (bandiera) | D     | David Da Mota         |
| 3  | Francia (bandiera)     | D     | Loic Mouny            |
| 4  | Belgio (bandiera)      | D     | Jeffrey Rentmeister   |
| 5  | Francia (bandiera)     | D     | Jean-Philippe Caillet |
| 6  | Lussemburgo (bandiera) | C     | Ben Payal             |
| 7  | Turchia (bandiera)     | C     | Yasin Karaca          |
| 9  | Lussemburgo (bandiera) | A     | Daniel Da Mota        |
| 10 | Francia (bandiera)     | C     | Sebastien Hareau      |
| 11 | Lussemburgo (bandiera) | A     | Stefano Bensi         |
| 13 | Marocco (bandiera)     | C     | Sofian Benzouien      |
| 15 | Lussemburgo (bandiera) | C     | Juncai Wang           |
| 16 | Lussemburgo (bandiera) | C     | Sébastien Rémy        |

| N. |                                 | Ruolo | Calciatore           |
| -- | ------------------------------- | ----- | -------------------- |
| 17 | Belgio (bandiera)               | D     | Michaël Wiggers      |
| 18 | Francia (bandiera)              | D     | Romain Ollé-Nicolle  |
| 19 | Francia (bandiera)              | D     | Laurent Guthleber    |
| 20 | Polonia (bandiera)              | A     | Tomasz Gruszczyński  |
| 21 | Lussemburgo (bandiera)          | P     | Lou Consbruck        |
| 22 | Francia (bandiera)              | A     | Bryan Mélisse        |
| 23 | Francia (bandiera)              | D     | Lehit Zeghdane       |
| 25 | Portogallo (bandiera)           | C     | Taïmo Mustafa        |
| 26 | Mali (bandiera)                 | D     | Abdoul Diakite       |
| 28 | Nigeria (bandiera)              | A     | Amodou Abdullei      |
| 32 | Bosnia ed Erzegovina (bandiera) | A     | Irfan Abazović       |
| 33 | Bosnia ed Erzegovina (bandiera) | C     | Elvis Agović         |
|    | RD del Congo (bandiera)         | A     | Ibrahim Somé Salombo |

## Risultati

### Division Nationale

#### Girone di andata
| Arbitro: | A. Hamer |

|  |           |                            |
|  | Marcatori | 37’ (rig.) T. Gruszczynski |

| Arbitro: | L. Wilmes |

|                                              |           |  |
| S. Benzouien 28’ S. Bensi 71’ D. da Mota 90’ | Marcatori |  |

| Arbitro: | A. Toussaint |

|                    |           |                                                                           |
| S. Ibrahimovic 92’ | Marcatori | 10’ S. Bensi 29’ Y. Karaca 30’ D. da Mota 62’ L. Guthleber 94’ B. Mélisse |

| Arbitro: | C. Holtgen |

|                               |           |  |
| S. Benzouien 16’ S. Bensi 43’ | Marcatori |  |

| Arbitro: | L. Wilmes |

|                                   |           |  |
| J. Rentmeister 30’ D. da Mota 62’ | Marcatori |  |

| Arbitro: | A. Krueger |

|               |           |                                              |
| R. Andres 14’ | Marcatori | 62’ M. Wiggers 72’ S. Benzouien 78’ S. Bensi |

| Arbitro: | S. Bindels |

|                                                            |           |                              |
| D. da Mota 11’ S. Benzouien 13’ T. Gruszczynski 18’ (rig.) | Marcatori | 49’ N. Romero 81’ R. Valente |

| Arbitro: | C. Holtgen |

|                     |           |                                                   |
| P. Mondon-Konan 82’ | Marcatori | 28’, 78’ D. da Mota 51’, 63’ I. Somé 78’ S. Bensi |

| Arbitro: | F. Mangen |

|                               |           |  |
| B. Mélisse 58’ D. da Mota 63’ | Marcatori |  |

| Arbitro: | A. Toussaint |

|  |           |                                   |
|  | Marcatori | 16’, 20’ I. Somé 18’ S. Benzouien |

| Arbitro: | A. Abdelhaoui |

|                                                                      |           |                            |
| S. Bensi 2’ S. Benzouien 7’ J. Rentmeister 40’ (rig.) D. da Mota 44’ | Marcatori | 85’ (rig.) A. Bastos Silva |

| Arbitro: | Frank Bourgnon |

|                     |           |  |
| A. Pjanic 8’ (rig.) | Marcatori |  |

| Arbitro: | Luc Wilmes |

|                                                                                |           |                                |
| R. Ollé-Nicolle 26’ M. Martino 26’ (aut.) S. Benzouien 44’ 45’ T. Gruszczynski | Marcatori | 59’ K. Lourenco 81’ M. Martino |

#### Girone di ritorno
| Arbitro: | Luc Wilmes |

|  |           |                                           |
|  | Marcatori | 17’ B. Mélisse 39’ D. da Mota 90’ I. Somé |

| Arbitro: | Gunter Boelen |

| |           |  |
| 7’, 37’, 73’, 80’, 81’ T. Gruszczynski 10’, 45’ S. Benzouien 23’, 39’, 58’, 70’ D. da Mota 35’ Y. Karaka 44’ (rig.), 59’ S. Remy 72’ S. Hareau | Marcatori |  |

| Hesperange 28 novembre 2010, ore 16:00 16ª giornata                         | Swift Hesperange | 0 – 3                                     | F91 Dudelange | Stade Alphonse Theis (427 spett.) |
| \| \| \| \| \| \| Marcatori \| 32’, 64’ T. Gruszczynski 55’ S. Benzouien \| |                  |                                           |               |                                   |
|                                                                             |                  |                                           |               |                                   |
|                                                                             | Marcatori        | 32’, 64’ T. Gruszczynski 55’ S. Benzouien |               |                                   |

| Canach 27 febbraio 2011, ore 14:30 17ª giornata | Jeunesse Canach | 2 – 2 | F91 Dudelange | (220 spett.) |

| Dudelange 05 marzo 2011, ore 19:00 18ª giornata | F91 Dudelange | 0 – 3 | Käerjeng 97 | Stade Jos Nosbaum (446 spett.) |

| Città di Lussemburgo 13 marzo 2011, ore 16:00 19ª giornata | RU Luxembourg | 0 – 2 | F91 Dudelange | (357 spett.) |

| Dudelange 19 marzo 2011, ore 18:00 20ª giornata | F91 Dudelange | 5 – 1 | Progres Niederkorn | Stade Jos Nosbaum (352 spett.) |

| Esch 09 aprile 2011, ore 17:00 21ª giornata | Jeunesse Esch | 1 – 0 | F91 Dudelange | (1.701 spett.) |

| Dudelange 16 aprile 2011, ore 19:30 22ª giornata | F91 Dudelange | 0 – 3 | Grevenmacher | Stade Jos Nosbaum (400 spett.) |

| Ettelbruck 29 aprile 2011, ore 19:30 23ª giornata | Etzella Ettelbruck | 1 – 1 | F91 Dudelange | (210 spett.) |

| Dudelange 07 maggio 2011, ore 19:30 24ª giornata | F91 Dudelange | 3 – 0 | Pétange | Stade Jos Nosbaum (375 spett.) |

| Città di Lussemburgo 14 maggio 2011, ore 19:30 25ª giornata | R.M. Hamm Benfica | 0 – 1 | F91 Dudelange | (340 spett.) |

| Dudelange 21 maggio 2011, ore 18:00 26ª giornata | F91 Dudelange | 3 – 4 | Differdange 03 | Stade Jos Nosbaum (595 spett.) |

### Coppa di Lussemburgo
| Strassen (Lussemburgo) 3 aprile 2011 Sedicesimi | Strassen | 0 – 1 | F91 Dudelange |  |

| Dudelange 22 aprile 2011 Ottavi | F91 Dudelange | 2 – 1 | Swift Hesperange | Stade Jos Nosbaum |

| Arbitro: | Luc Wilmes |

|               |           |                      |
| 72’ C. Helena | Marcatori | 4’, 90’ S. Benzouien |

| Arbitro: | Sven Bindels |

|  |           |                                        |
|  | Marcatori | 13’ Daniel da Mota 83’ T. Gruszczynski |

| Arbitro: | F. Bourgnon |

|  |           |                   |
|  | Marcatori | 24’ Pedro Ribeiro |

### UEFA Europa League

#### Fase di qualificazione
| Arbitro: | Pavle Radovanović |

|                                                                            |           |                      |
| Sané 18’ Movsisyan 19’, 90’ Olsen 35’ Pedersen 51’ (rig.) Brock-Madsen 88’ | Marcatori | 53’ (rig.) Benzouien |

| Arbitro: | Þóroddur Hjaltalín |

|                              |           |               |
| Caillet 37’ Gruszczynski 67’ | Marcatori | 12’ Lorentzen |

## Statistiche

### Statistiche di squadra
| Competizione         | Punti | In casa | In casa | In casa | In casa | In casa | In casa | In trasferta | In trasferta | In trasferta | In trasferta | In trasferta | In trasferta | Totale | Totale | Totale | Totale | Totale | Totale | DR  |
| Competizione         | Punti | G       | V       | N       | P       | Gf      | Gs      | G            | V            | N            | P            | Gf           | Gs           | G      | V      | N      | P      | Gf     | Gs     | DR  |
| -------------------- | ----- | ------- | ------- | ------- | ------- | ------- | ------- | ------------ | ------------ | ------------ | ------------ | ------------ | ------------ | ------ | ------ | ------ | ------ | ------ | ------ | --- |
| Division Nationale   | 59    | 13      | 10      | 0       | 3       | 46      | 16      | 13           | 9            | 2            | 2            | 29           | 8            | 26     | 19     | 2      | 5      | 75     | 24     | +51 |
| Coppa di Lussemburgo | -     | 2       | 1       | 0       | 1       | 2       | 2       | 3            | 3            | 0            | 0            | 5            | 1            | 5      | 4      | 0      | 1      | 7      | 3      | +4  |
| UEFA Europa League   | -     | 1       | 1       | 0       | 0       | 2       | 1       | 1            | 0            | 0            | 1            | 1            | 6            | 2      | 1      | 0      | 1      | 3      | 7      | -4  |
| Totale               | -     | 16      | 12      | 0       | 4       | 50      | 19      | 17           | 12           | 2            | 3            | 35           | 15           | 33     | 24     | 2      | 7      | 85     | 34     | +51 |

### Andamento in campionato
| Giornata  | 1 | 2 | 3 | 4 | 5 | 6 | 7 | 8 | 9 | 10 | 11 | 12 | 13 | 14 | 15 | 16 | 17 | 18 | 19 | 20 | 21 | 22 | 23 | 24 | 25 | 26 |
| --------- | - | - | - | - | - | - | - | - | - | -- | -- | -- | -- | -- | -- | -- | -- | -- | -- | -- | -- | -- | -- | -- | -- | -- |
| Luogo     | T | C | T | C | C | T | C | T | C | T  | C  | T  | C  | T  | C  | T  | T  | C  | T  | C  | T  | C  | T  | C  | T  | C  |
| Risultato | V | V | V | V | V | V | V | V | V | V  | V  | P  | V  | V  | V  | V  | N  | P  | V  | V  | P  | P  | N  | V  | V  | P  |
| Posizione | 4 | 1 | 1 | 1 | 1 | 1 | 1 | 1 | 1 | 1  | 1  | 1  | 1  | 1  | 1  | 1  | 1  | 1  | 1  | 1  | 1  | 1  | 1  | 1  | 1  | 1  |

Legenda:

Luogo: C = Casa; T = Trasferta. Risultato: V = Vittoria; N = Pareggio; P = Sconfitta.